# Festa del Santo Volto di Gesù

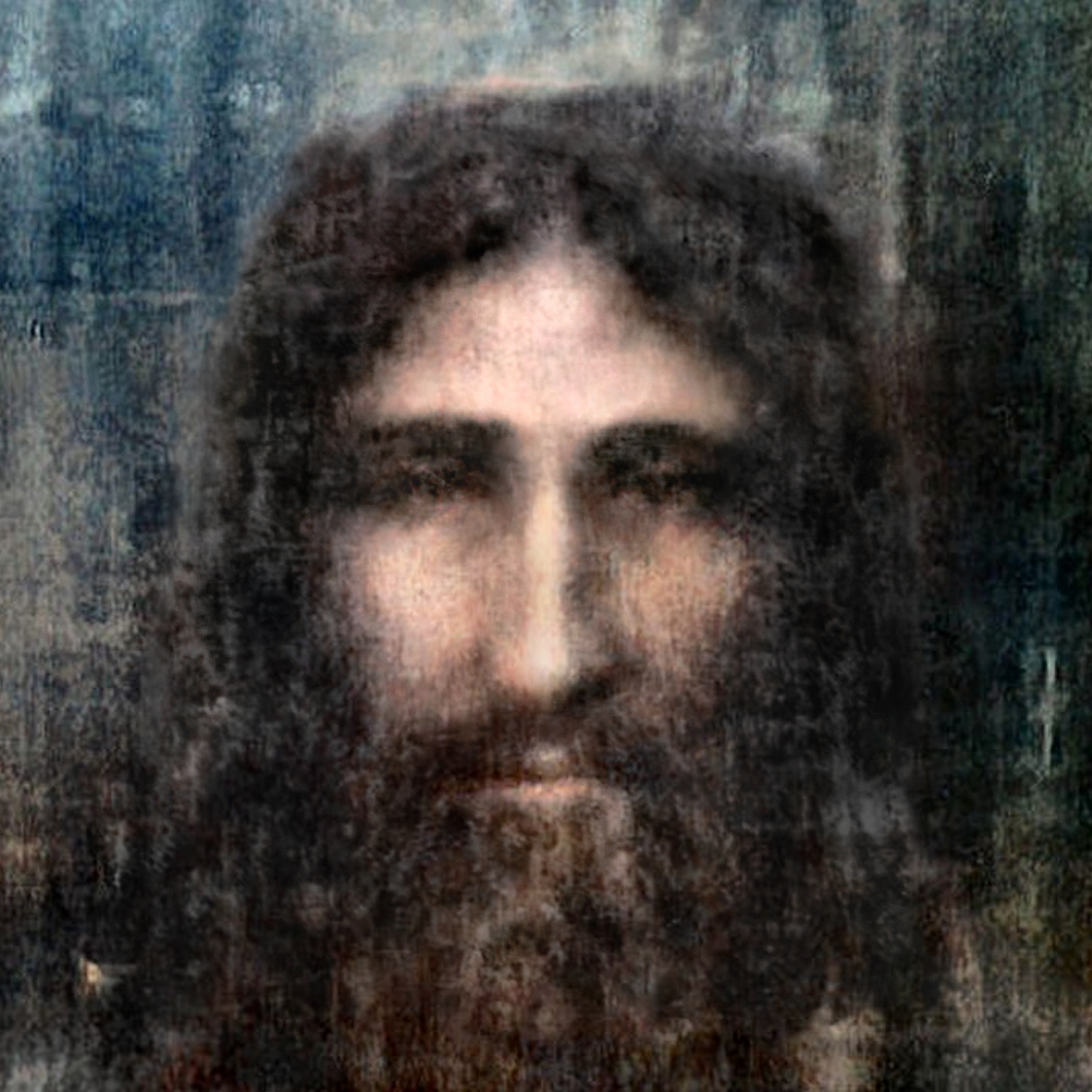
Ricostruzione artistica del Volto di Gesù sulla base della Sacra Sindone

La festa del Santo Volto di Gesù (in inglese: Feast of the Holy Winding Sheet of Christ, lett. "Festa del sacro telo che avvolse Cristo") è una ricorrenza del calendario liturgico della Chiesa cattolica che si celebra il giorno prima del mercoledì delle ceneri.
Fu introdotta il 17 aprile 1958 da papa Pio XII come festa universale della Chiesa cattolica, sulla base delle rivelazioni private di Gesù alla beata Madre Maria Pierina De Micheli (devota della Sacra Sindone) e a suor Marie de Saint Pierre (1816-1848)..

## Storia

### Besançon: 11 luglio
L'11 luglio 1206 Otto de La Roche consegnò a Besançon uno dei (presunti) lenzuoli usati per la sepoltura di Gesù: da allora l'11 luglio divenne una festività di prima classe nella cattedrale e di seconda classe nella diocesi locali, con una celebrazione liturgica particolarmente suggestiva.

### 4 maggio
Un'altra festa ebbe origine verso il 1495 a Chambéry per onorare il sudario di Cristo che era stato portato lì nel 1432 da Lirey e che dal 1578 era venerato nella cappella reale della cattedrale di Torino. Questa festa si celebra il 4 maggio, giorno successivo all'Esaltazione della Santa Croce e fu approvata nel 1506 da Giulio II. Nel XXI secolo è sopravvissuta in Savoia, Piemonte e Sardegna come festa patronale della casa reale dei Savoia (doppia di prima classe, con ottava).

### Compiègne: quarta domenica di Quaresima
Nel Medioevo a Compiègne si celebrava una terza festa, la quarta domenica di Quaresima, per ricordare la traslazione in un nuovo santuario nel 1092 di un lenzuolo avvolgente che nell'877 era stato trasportato da Aquisgrana in quella località.

### 1831: venerdì dopo la seconda domenica di Quaresima
Dal 1831 un'altra festa è inclusa nell'appendice del Breviario e ricorre il venerdì dopo la seconda domenica di Quaresima: essa è indipendente da qualsiasi reliquia particolare, ma prima del 1831 era raramente presente nei calendari diocesani. Non ha ancora trovato posto nell'Ordo di Baltimora. Il suo ufficio liturgico è tratto dal Proprium di Torino.